# Лаурі Вуорінен
Лаурі Вуорінен (1 січня 1995 , Perniöd, Або-Б'єніборзька губернія ) — фінський лижник. Учасник зимових Олімпійських ігор 2018.

## Результати за кар'єру
Усі результати наведено за даними Міжнародної федерації лижного спорту.

### Олімпійські ігри
| Рік  | Вік | 15 км індивідуальні пер. | 30 км скіатлон | 50 км мас-старт | Спринт | 4 × 10 км естафета | Командна першість спринт |
| ---- | --- | ------------------------ | -------------- | --------------- | ------ | ------------------ | ------------------------ |
| 2018 | 23  | —                        | —              | —               | 29     | —                  | —                        |

### Чемпіонати світу
| Рік  | Вік | 15 км індивідуальні пер. | 30 км скіатлон | 50 км мас-старт | Спринт | 4 × 10 км естафета | Командна першість спринт |
| ---- | --- | ------------------------ | -------------- | --------------- | ------ | ------------------ | ------------------------ |
| 2019 | 24  | —                        | —              | —               | 34     | —                  | —                        |

### Кубки світу

#### Підсумкові місця в Кубку світу за роками
| Сезон | Вік | Місце в дисципліні | Місце в дисципліні | Місце в дисципліні | Місце в Скі Тур | Місце в Скі Тур | Місце в Скі Тур   | Місце в Скі Тур |
| Сезон | Вік | Загалом            | Дистанція          | Спринт             | Nordic Opening  | Тур де Скі      | Фінал Кубка світу | Скі Тур Канада  |
| ----- | --- | ------------------ | ------------------ | ------------------ | --------------- | --------------- | ----------------- | --------------- |
| 2013  | 18  | НК                 | —                  | НК                 | —               | —               | —                 | Н/Д             |
| 2014  | 19  | НК                 | —                  | НК                 | —               | —               | —                 | Н/Д             |
| 2015  | 20  | НК                 | —                  | НК                 | —               | —               | Н/Д               | Н/Д             |
| 2016  | 21  | 148                | НК                 | 99                 | 79              | —               | Н/Д               | —               |
| 2017  | 22  | 116                | 119                | 59                 | —               | —               | —                 | Н/Д             |
| 2018  | 23  | 68                 | НК                 | 30                 | НФ              | —               | —                 | Н/Д             |
| 2019  | 24  | 72                 | НК                 | 34                 | 65              | НФ              | 46                | Н/Д             |